# Skateboarding ai World Skate Games
Lo skateboarding è inserito nel programma dei World Skate Games dalla prima edizione che si è svolta nel 2017.

## Edizioni
| Giochi | Anno | Sede         | Gare |
| ------ | ---- | ------------ | ---- |
| I      | 2017 | Nanchino     | 2    |
| II     | 2019 | Barcellona   | 5    |
| III    | 2022 | Buenos Aires | 10   |
| IV     | 2024 | Roma         | 20   |

## Medagliere complessivo
Aggiornato alla quarta edizione
| Posiz. | Nazione     | Oro | Argento | Bronzo | Totale |
| ------ | ----------- | --- | ------- | ------ | ------ |
| 1      | Stati Uniti | 7   | 12      | 4      | 23     |
| 2      | Lettonia    | 6   | 7       | 9      | 22     |
| 3      | Brasile     | 5   | 5       | 3      | 13     |
| 4      | Francia     | 4   | 2       | 4      | 10     |
| 5      | Rep. Ceca   | 4   | 1       | 0      | 5      |
| 6      | Australia   | 3   | 2       | 0      | 4      |
| 7      | Canada      | 3   | 0       | 2      | 5      |
| 8      | Giappone    | 2   | 4       | 2      | 8      |
| 9      | Spagna      | 2   | 1       | 2      | 5      |
| 10     | Svizzera    | 1   | 1       | 0      | 2      |
| 11     | Paesi Bassi | 0   | 1       | 1      | 2      |
| 12     | Argentina   | 0   | 1       | 0      | 1      |
| 13     | Germania    | 0   | 0       | 4      | 4      |
| 14     | Malaysia    | 0   | 0       | 2      | 2      |
| 15     | Regno Unito | 0   | 0       | 1      | 1      |
| 15     | Polonia     | 0   | 0       | 1      | 1      |
| 15     | Danimarca   | 0   | 0       | 1      | 1      |
| 15     | Colombia    | 0   | 0       | 1      | 1      |
| Totale | Totale      | 37  | 37      | 37     | 111    |